# Геоцентрическая орбита
Гѐоцентри́ческая орби́та или Земная орбита — траектория движения небесного тела, например Луны или искусственных спутников, вокруг Земли.
По оценкам НАСА, в 1997 году на орбите Земли находилось около 2 465 искусственных спутников Земли и 6 216 единиц космического мусора, отслеживаемых Центром космических полетов имени Годдарда.
Один из двух фокусов эллипса, по которому движется небесное тело, совпадает с Землёй. Для того, чтобы космический корабль оказался на этой орбите, ему необходимо сообщить скорость, больше чем первая космическая скорость, но меньше второй космической скорости.
Космические аппараты с перигеем ниже примерно 2 000 км испытывают сопротивление со стороны земной атмосферы, что уменьшает высоту орбиты. Скорость снижения орбиты зависит от площади поперечного сечения и массы спутника, а также от изменений плотности воздуха в верхних слоях атмосферы. Ниже 300 км распад становится более быстрым, а время жизни измеряется днями. Когда спутник опускается до 180 км, у него остается всего несколько часов до сгорания в атмосфере. Скорость убегания, необходимая для полного освобождения от гравитационного поля Земли и выхода в межпланетное пространство, составляет около 11,2 км/с.

## Список терминов и понятий
Высота
в данном случае — высота объекта над средней поверхностью земных океанов (над уровнем моря).
Аналемма
термин в астрономии, используемый для описания графика положения Солнца на небесной сфере в течение одного года.
Апогей
самая дальняя точка, в которой спутник или небесное тело может удалиться от Земли и в которой орбитальная скорость будет минимальной.
Эксцентриситет
мера того, насколько сильно орбита отклоняется от идеального круга. Эксцентриситет строго определён для всех круговых и эллиптических орбит, а также параболических и гиперболических траекторий.
Небесный экватор
воображаемая плоскость, простирающаяся от экватора Земли до небесной сферы.
Скорость убегания
минимальная скорость, которую должен иметь объект без двигательной установки, чтобы бесконечно удаляться от Земли. При этой скорости объект выходит на параболическую траекторию; выше этой скорости он выходит на гиперболическую траекторию.
Импульс
интеграл силы по времени, в течение которого она действует.
Наклонение
угол между базовой плоскостью и другой плоскостью или осью. В рассматриваемом здесь смысле базовой плоскостью является экваториальная плоскость Земли.
Орбитальная дуга
воображаемая дуга в небе, видимая из любого данного места на поверхности Земли.
Элементы орбиты
шесть параметров Кэплеровских элементов, необходимых для однозначного определения данной орбиты.
Орбитальный период
время, необходимое спутнику для совершения одного полного оборота вокруг Земли.
Перигей
ближайшая точка сближения спутника или небесного тела с Землей, в которой орбитальная скорость будет максимальной.
Звездные сутки
время, за которое небесный объект совершает оборот на 360°. Для Земли это: 23 часа, 56 минут, 4,091 секунды.
Солнечное время
в данном случае — местное время, измеряемое солнечными часами.
Скорость
Скорость объекта в определённом направлении. Поскольку скорость определяется как вектор, для её определения необходимы и скорость, и направление.

## Типы
Ниже приведен список различных классификаций геоцентрических орбит.

### Классификация по высоте
Трансатмосферная орбита (ТАО)
Геоцентрические орбиты с высотой в апогее более 100 км и перигеем, пересекающимся с установленной атмосферой.
Низкая околоземная орбита (НОО)
Геоцентрические орбиты высотой от 160 км до 2 000 км над средним уровнем моря. На высоте 160 км один оборот занимает примерно 90 минут, а круговая орбитальная скорость составляет 8 км/с.
Средняя околоземная орбита (ОСО)
Геоцентрические орбиты с высотой в апогее от 2 000 км до геосинхронной орбиты в 35 786 км.
Геосинхронная орбита (ГСО)
Геоцентрическая круговая орбита высотой 35 786 км. Период обращения равен одним боковым суткам и совпадает с периодом вращения Земли. Скорость составляет примерно 3 км/с.
Высокая околоземная орбита (ВОО)
Геоцентрические орбиты с высотой в апогее, превышающей высоту геосинхронной орбиты. Частным случаем высокой околоземной орбиты является высокоэллиптическая орбита, где высота в перигее составляет менее 2 000 км.